# Winright Ngondo
Winright Kenneth (Ken) Ngondo († 29. November 2010 in Lusaka, Sambia) war ein Politiker in Sambia.
Winright Ngondo war Rechtsanwalt und Banker. Seine Biographie ist nicht öffentlich zugänglich dokumentiert. Er begann seine politische Karriere als Abgeordneter der Nationalversammlung Sambias für die United National Independence Party (UNIP). Er soll den Vorsitz des Federal Committee während der Alleinherrschaft Kenneth Kaundas innegehabt haben. Er war Vorsitzender des sambischen All People’s Congress (APC), für den er bei den Wahlen in Sambia 2001 als Präsidentschaftskandidat antrat. Ihm wurden jedoch nur sehr geringe Chancen eingeräumt. Bei den Wahlen in Sambia 2006 trat er erneut an und konnte 20.921 Stimmen (0,76 %) auf sich vereinigen.
Ngondo starb am 29. November 2010 im Lusaka Trust Hospital.